# Nabiha Karaouli
Nabiha Karaouli (arabe : نبيهة كراولي), née à Gafsa, est une chanteuse et musicologue tunisienne.

## Biographie
Née à Gafsa au sein d'une famille nombreuse, elle étudie durant deux ans la littérature française à la faculté des lettres et des sciences humaines de Tunis après avoir décroché son baccalauréat. Cependant, elle décide de se consacrer à sa passion pour la musique et étudie à l'Institut supérieur de musique de Tunis où elle obtient une maîtrise de musique.
Nabiha Karaouli est connue pour son authenticité et son attachement à ses racines gafsiennes : elle est « considérée comme la diva contemporaine de la musique classique tunisienne ».

## Carrière
La carrière de Nabiha Karaouli commence en 1984 quand elle rencontre Cheikh Imam et participe à sa tournée tunisienne. Mais c'est en 1987 qu'elle connaît ses premières heures de gloire grâce au spectacle musical Passion de fleur (النوارة العاشقة) créé par Anouar Brahem et qui est le déclic pour le lancement de sa carrière et sa révélation au grand public, séduit par « sa voix majestueuse »
Depuis, Karaouli comptabilise à son actif plusieurs tournées et spectacles aussi bien en Tunisie qu'à l'étranger.

## Discographie
| Année | Albums                                | Observations |
| ----- | ------------------------------------- | --- |
| 1989  | Choftek Marra (شفتك مرة)              | Le premier album de Nabiha Karaouli connaît un franc succès notamment grâce à la reprise de la chanson Choftek Marra de Louisa Tounsia.                                              |
| 1992  | Trig Essalama (طريق السلامة)          | Cet album est né de sa rencontre avec le compositeur Slim Dammak et les frères poètes Mahnouch.                                                                                      |
| 1994  | Ken Galbi Ytaouani (كان قلبي يطاوعني) | L'album compte de nouvelles chansons écrites par Moncef Beldi sur une musique de Naceur Sammoud.                                                                                     |
| 1999  | Metchaougua (متشوقة)                  | Il s'agit d'un nouvel album produit en collaboration avec Slim Dammak et les frères Mahnouch.                                                                                        |
| 2002  | Annajaa (النجع)                       | De nouvelles compositions sont écrites par le Libyen Ali Kilani sur une musique inspirée du patrimoine tunisien.                                                                     |
| 2003  | Ya Saad (يا سعد)                      | Il s'agit d'un ensemble de chansons de patrimoine de Gafsa et des régions avoisinantes.                                                                                              |
| 2010  | Tahadi (تحدي)                         | L'album contient des nouvelles compositions ainsi que des reprises de chansons du patrimoine. Dans cet album figure le titre Ma Telzemnich (ماتلزمنيش) qui connaît un énorme succès. |

## Responsabilités
- 2005 : Membre du comité d'organisation de la seizième édition du Festival de la musique tunisienne ;
- 2011 : Membre du jury de la septième édition du Festival de la musique arabe à Casablanca.

## Décorations
- Titre de « Chevalier du tourisme » attribué par l'Association tunisienne des journalistes et écrivains du tourisme (1995) ;
- Officier de l'ordre de la République (Tunisie, 13 août 2020)[5].